# Mateusz Nowak
Mateusz Nowak (15 juli 1992) is een Pools wielrenner die anno 2016 rijdt voor Dare 2B.

## Overwinningen
2010
 Pools kampioen tijdrijden, Junioren
2012
Jongerenklassement Ronde van Mazovië
2015
Memoriał Andrzeja Trochanowskiego
 Pools kampioen omnium, Beloften

## Ploegen
- 2013 –  CCC Polsat Polkowice
- 2014 –  CCC Polsat Polkowice
- 2015 –  Domin Sport
- 2016 –  Dare 2B

Detko · Komar · Kostecki · Kurowski · Nowak · Oborski · Rębiewski · Sójka · Witecki · Wojciechowski · Zieliński